# Franco Cristaldo
Franco Cristaldo (Morón, 15 d'agost de 1996) és un futbolista argentí que juga principalment com a migcampista al Club Atlético Huracán, de la Primera División de Argentina.
Cristaldo va ascendir definitivament a la plantilla principal el gener de 2015 pel tècnic Rodolfo Arruabarrena. Va marcar el seu primer gol professional el 29 de març, marcant l'últim en una victòria a casa per 3-0 contra Estudiantes de la Plata.
L'11 de gener de 2016 Cristaldo es va incorporar a l'Elx CF a Segona Divisió, cedit fins a final de temporada.